# Football Club Internazionale Milano 1971-1972
Questa voce raccoglie le informazioni riguardanti il Football Club Internazionale Milano nelle competizioni ufficiali della stagione 1971-1972.

## Stagione
(Tesi difensiva presentata dal vicepresidente del club, l'avvocato Giuseppe Prisco, alla commissione disciplinare dell'UEFA circa l'episodio noto come "partita della lattina".)
La stagione che fece seguito alla vittoria dell'undicesimo Scudetto segnò, di fatto, il «canto del cigno» per i reduci della Grande Inter: alle prese con un imminente ricambio generazionale — scenario in cui, oltre alla conferma di Oriali e Bordon, si registrò l'esordio del sedicenne Bini — i nerazzurri abdicarono in campionato, complice tra l'altro un mediocre rendimento casalingo con appena 8 vittorie davanti al proprio pubblico. Sempre capitanata da Mazzola, la Beneamata — ormai lontana parente della compagine che aveva rimontato il Milan l'anno addietro — consacrò nuovamente Boninsegna capocannoniere della Serie A: autore di 24 realizzazioni, Bonimba risultò contestualmente il miglior marcatore stagionale dei meneghini. La suddetta vena realizzativa non fu tuttavia sufficiente a garantire la difesa del titolo italiano, con l'Inter classificatasi al quinto posto — ex aequo con la Fiorentina — a 7 lunghezze di ritardo dalla Juventus.

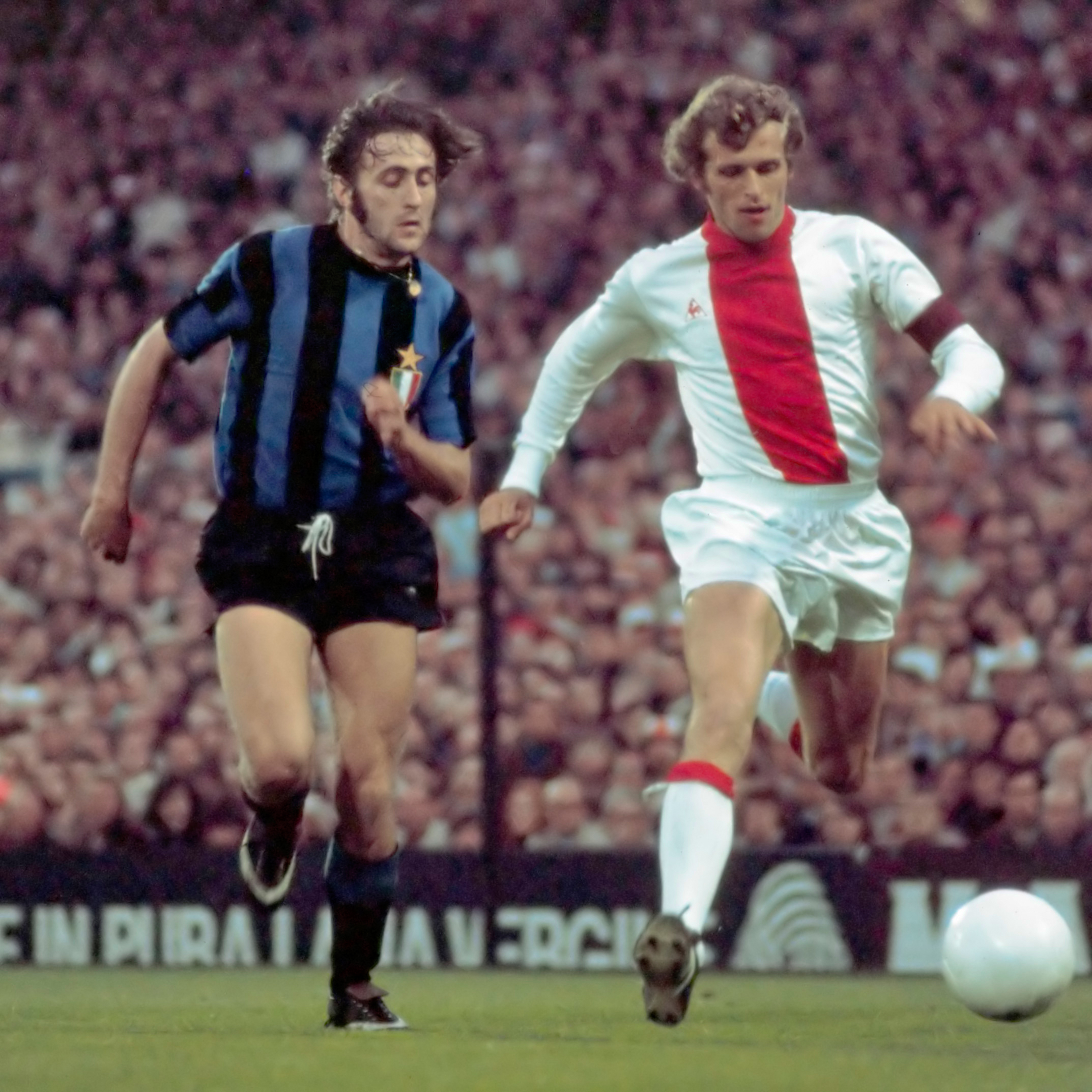
Bellugi in contrasto su Keizer durante la finale di Coppa Campioni, persa a Rotterdam contro l'Ajax.

In Coppa Campioni la formazione esordì sconfiggendo agevolmente l'AEK Atene, con una vittoria casalinga per 4-1 e una sconfitta per 2-3 in campo ellenico. Avversario degli ottavi di finale fu il tedesco Borussia Mönchengladbach, prevalso con un netto 7-1 sul proprio terreno nella circostanza passata alla storia col nome di "partita della lattina": col risultato in parità, Boninsegna dovette abbandonare il gioco dopo essere rimasto ferito al capo da una lattina di Coca-Cola scagliato da un tifoso teutonico dagli spalti. Ascrivendo all'episodio la causa dello sfavorevole esito agonistico, la società presentò un ricorso richiedendo la vittoria sub iudice dell'incontro: tale reclamo fu tuttavia respinto dalla UEFA, i cui regolamenti denunciarono l'assenza di elementi legislativi volti a dirimere situazioni simili.
La tesi difensiva avanzata dal vicepresidente Giuseppe Prisco — incentrata soprattutto sul largo passivo in termini di gol, fatto ricondotto dall'avvocato all'incidente occorso a Boninsegna — venne successivamente accolta, determinando l'annullamento della gara e la conseguente ripetizione: impostasi per 4-2 a San Siro, l'Inter strappò uno 0-0 a Berlino nel retour match col giovane Bordon che neutralizzò un rigore di Sieloff. Nel prosieguo del torneo la compagine di Invernizzi superò lo Standard Liegi per una rete segnata in trasferta, estromettendo quindi ai rigori il Celtic in semifinale: approdata all'atto conclusivo del torneo, la Beneamata — con Frustalupi a rilevare Corso tra i titolari — fu però battuta dall'olandese Ajax con una doppietta di Johan Cruyff. In Coppa Italia — dopo un cappotto alla Reggina statisticamente ineguagliato sino al 2019 — i meneghini furono invece eliminati nella seconda fase.

## Divise
| 1ª divisa |

## Organigramma societario
Area direttiva
- Presidente: Ivanoe Fraizzoli
- Vicepresidente: Giuseppe Prisco
- Consigliere: Angelo Corridori
- Segretario: Franco Manni

Area tecnica
- Allenatori: Giovanni Invernizzi

Area sanitaria:
- Medico sociale: Angelo Quarenghi[24][25]
- Massaggiatore: Giancarlo Della Casa

## Rosa
| N. |                   | Ruolo | Calciatore         |
| -- | ----------------- | ----- | ------------------ |
|    | Italia (bandiera) | P     | Ivano Bordon       |
|    | Italia (bandiera) | P     | Lido Vieri         |
|    | Italia (bandiera) | D     | Mauro Bellugi      |
|    | Italia (bandiera) | D     | Tarcisio Burgnich  |
|    | Italia (bandiera) | D     | Graziano Bini      |
|    | Italia (bandiera) | D     | Bernardino Fabbian |
|    | Italia (bandiera) | D     | Giacinto Facchetti |
|    | Italia (bandiera) | D     | Mario Giubertoni   |
|    | Italia (bandiera) | C     | Evert Skoglund     |
|    | Italia (bandiera) | C     | Gianfranco Bedin   |

| N. |                    | Ruolo | Calciatore         |
| -- | ------------------ | ----- | ------------------ |
|    | Italia (bandiera)  | C     | Mario Bertini      |
|    | Italia (bandiera)  | C     | Mario Corso        |
|    | Italia (bandiera)  | C     | Mario Frustalupi   |
|    | Italia (bandiera)  | C     | Sandro Mazzola (I) |
|    | Italia (bandiera)  | C     | Gabriele Oriali    |
|    | Italia (bandiera)  | A     | Roberto Boninsegna |
|    | Brasile (bandiera) | A     | Jair da Costa      |
|    | Italia (bandiera)  | A     | Roberto Dioni      |
|    | Italia (bandiera)  | A     | Sergio Pellizzaro  |
|    | Italia (bandiera)  | A     | Gian Piero Ghio    |

## Risultati

### Serie A

#### Girone di andata
| Arbitro: | Gialluisi (Barletta) |

|                                   |           |  |
| Mazzola 15’ Boninsegna 89’ (rig.) | Marcatori |  |

| Arbitro: | Monti (Ancona) |

|  |           |                         |
|  | Marcatori | 63’ Bedin 80’ Facchetti |

| Arbitro: | Pieroni (Roma) |

|                                              |           |          |
| S. Mazzola 44’, 75’ Bedin 59’ Boninsegna 64’ | Marcatori | 77’ Reif |

| Arbitro: | Angonese (Mestre) |

|                                        |           |                |
| La Rosa 11’ Cappellini 36’ Salvori 86’ | Marcatori | 48’ Boninsegna |

| Arbitro: | Giunti (Arezzo) |

|                            |           |  |
| Bertini 74’ Boninsegna 76’ | Marcatori |  |

| Napoli 14 novembre 1971 6ª giornata | Napoli          | 0 – 0 | Inter | Stadio San Paolo\| Arbitro: \| Lattanzi (Roma) \| |
| Arbitro:                            | Lattanzi (Roma) |       |       |                                                   |

| Arbitro: | Lo Bello (Siracusa) |

|                         |           |                          |
| Ghio 18’ Boninsegna 42’ | Marcatori | 2’, 85’ Bigon 30’ Rivera |

| Arbitro: | Gonella (Torino) |

|  |           |                                   |
|  | Marcatori | 14’ Facchetti 21’, 31’ Boninsegna |

| Milano 12 dicembre 1971 9ª giornata | Inter           | 0 – 0 | Cagliari | Stadio San Siro\| Arbitro: \| Menegali (Roma) \| |
| Arbitro:                            | Menegali (Roma) |       |          |                                                  |

| Arbitro: | Toselli (Cormons) |

|  |           |                                             |
|  | Marcatori | 60’, 87’ Boninsegna 63’ Bertini 69’ Mazzola |

| Firenze 26 dicembre 1971 11ª giornata | Fiorentina     | 0 – 0 | Inter | Stadio Comunale\| Arbitro: \| Monti (Ancona) \| |
| Arbitro:                              | Monti (Ancona) |       |       |                                                 |

| Milano 2 gennaio 1972 12ª giornata | Inter               | 0 – 0 | Juventus | Stadio San Siro\| Arbitro: \| Lo Bello (Siracusa) \| |
| Arbitro:                           | Lo Bello (Siracusa) |       |          |                                                      |

| Arbitro: | R. Lattanzi (Roma) |

|                                                  |           |                                                 |
| Boninsegna 43’ (rig.), 56’ (rig.), 65’ Corso 53’ | Marcatori | 34’ Boni 62’ Santin 74’ Lippi 86’ (rig.) Suarez |

| Arbitro: | Michelotti (Parma) |

|                 |           |                                                                   |
| Dell'Angelo 70’ | Marcatori | 16’, 67’ Boninsegna 55’, 82’ Bertini 60’ Pellizzaro 87’ Facchetti |

| Arbitro: | Branzoni (Pavia) |

|                            |           |  |
| Boninsegna 60’ Mazzola 87’ | Marcatori |  |

#### Girone di ritorno
| Arbitro: | Serafino (Roma) |

|          |           |  |
| Moro 33’ | Marcatori |  |

| Arbitro: | Giunti (Arezzo) |

|             |           |  |
| Mazzola 47’ | Marcatori |  |

| Arbitro: | Pieroni (Roma) |

|                       |           |  |
| Orazi 23’ Mariani 78’ | Marcatori |  |

| Arbitro: | Angonese (Mestre) |

|                     |           |                  |
| Jair 4’ Mazzola 56’ | Marcatori | 44’, 82’ La Rosa |

| Arbitro: | Toselli (Cormons) |

|                                  |           |                |
| P. Pulici 37’ Mazzola 84’ (aut.) | Marcatori | 60’ Boninsegna |

| Arbitro: | Lo Bello (Siracusa) |

|                                     |           |  |
| Panzanato 38’ (aut.) Giubertoni 89’ | Marcatori |  |

| Arbitro: | Angonese (Mestre) |

|             |           |                |
| Benetti 53’ | Marcatori | 84’ Boninsegna |

| Arbitro: | Giunti (Arezzo) |

|           |           |             |
| Corso 78’ | Marcatori | 48’ Landini |

| Arbitro: | Lo Bello (Siracusa) |

|                       |           |                       |
| Riva 31’ Brugnera 75’ | Marcatori | 25’ (rig.) Boninsegna |

| Arbitro: | Trono (Torino) |

|                                     |           |                     |
| Boninsegna 48’ (rig.) Facchetti 51’ | Marcatori | 63’ (rig.) Maraschi |

| Arbitro: | Francescon (Padova) |

|           |           |              |
| Bedin 81’ | Marcatori | 30’ De Sisti |

| Arbitro: | Pieroni |

|                     |           |  |
| Causio 7’, 27’, 85’ | Marcatori |  |

| Genova 7 maggio 1972 28ª giornata | Sampdoria          | 0 – 0 | Inter | Stadio Luigi Ferraris\| Arbitro: \| Michelotti (Parma) \| |
| Arbitro:                          | Michelotti (Parma) |       |       |                                                           |

| Arbitro: | Lattanzi (Roma) |

|                     |           |  |
| Boninsegna 74’, 79’ | Marcatori |  |

| Arbitro: | Panzino (Catanzaro) |

|  |           |                                              |
|  | Marcatori | 27’ Boninsegna 62’ Pellizzaro 76’ Frustalupi |

### Coppa Italia

#### Primo turno
| Arbitro: | Menegali (Roma) |

|                                                    |           |  |
| Boninsegna 17’, 56’, 60’, 84’ Bertini 21’ Jair 36’ | Marcatori |  |

| Arbitro: | Michelotti (Parma) |

|            |           |          |
| Borghi 59’ | Marcatori | 11’ Ghio |

| Arbitro: | Branzoni (Pavia) |

|  |           |                |
|  | Marcatori | 35’ Boninsegna |

| Arbitro: | Serafino (Roma) |

|               |           |             |
| Facchetti 59’ | Marcatori | 38’ Tedoldi |

#### Secondo turno
| Arbitro: | Giunti (Arezzo) |

|                                 |           |             |
| Boninsegna 16’, 89’ Mazzola 72’ | Marcatori | 2’ Anastasi |

| Arbitro: | Gonella (Torino) |

|              |           |  |
| Sabadini 43’ | Marcatori |  |

| Arbitro: | R. Lattanzi (Roma) |

|                                      |           |  |
| Mazzola 40’ Corso 44’ Boninsegna 82’ | Marcatori |  |

| Arbitro: | Barbaresco (Cormons) |

|                    |           |          |
| Novellini 47’, 80’ | Marcatori | 88’ Jair |

| Arbitro: | Bernardis (Roma) |

|  |           |           |
|  | Marcatori | 28’ Bigon |

| Arbitro: | Monti (Ancona) |

|                   |           |  |
| Toschi 52’ (rig.) | Marcatori |  |

### Coppa dei Campioni
| Arbitro: | Loraux |

|                                                          |           |             |
| Mazzola 20’ Facchetti 35’ Jair 44’ Boninsegna 61’ (rig.) | Marcatori | 15’ Pomonis |

| Arbitro: | Bəhramov |

|                                              |           |                                      |
| Ventouris 29’ Papaioannou 45’ Nikolaidis 89’ | Marcatori | 17’ (aut.) Karafeskos 75’ Boninsegna |

| Arbitro: | Scheurer |

|                                              |           |                           |
| Bellugi 10’ Boninsegna 13’ Jair 57’ Ghio 90’ | Marcatori | 38’ le Fevre 89’ Wittkamp |

| Berlino 1º dicembre 1971, ore 20:15 CET Ottavi di finale - Ritorno | Borussia M'gladbach | 0 – 0 referto | Inter | Olympiastadion (86.000 spett.)\| Arbitro: \| Taylor \| |
| Arbitro:                                                           | Taylor              |               |       |                                                        |

| Arbitro: | Gugulovic |

|          |           |  |
| Jair 80’ | Marcatori |  |

| Arbitro: | Hauss |

|                              |           |             |
| Cvetler 51’ Takač 84’ (rig.) | Marcatori | 80’ Mazzola |

| Milano 5 aprile 1972, ore 21:00 CEST Semifinali - Andata | Inter    | 0 – 0 referto | Celtic | San Siro\| Arbitro: \| Linemayr \| |
| Arbitro:                                                 | Linemayr |               |        |                                    |

| Arbitro: | Glöckner |

|                                         |                      |                                              |
| Deans Craig Johnstone McCluskey Murdoch | Tiri di rigore 4 – 5 | Mazzola Facchetti Frustalupi Pellizzaro Jair |

| Arbitro: | Héliès |

|                  |           |  |
| Cruijff 47’, 78’ | Marcatori |  |

## Statistiche
Statistiche aggiornate al 1º luglio 1972.

### Statistiche di squadra
| Competizione   | Punti | In casa | In casa | In casa | In casa | In trasferta | In trasferta | In trasferta | In trasferta | Totale | Totale | Totale | Totale | Gf | Gs | DR |
| Competizione   | Punti | G       | V       | N       | P       | G            | V            | N            | P            | G      | V      | N      | P      | Gf | Gs | DR |
| -------------- | ----- | ------- | ------- | ------- | ------- | ------------ | ------------ | ------------ | ------------ | ------ | ------ | ------ | ------ | -- | -- | -- |
| Serie A        | 36    | 15      | 8       | 6       | 1       | 15           | 5            | 4            | 6            | 30     | 13     | 10     | 7      | 49 | 28 | 21 |
| Coppa Italia   | 10    | 5       | 3       | 1       | 1       | 5            | 1            | 1            | 3            | 10     | 4      | 2      | 4      | 16 | 8  | 8  |
| Coppa Campioni | -     | 4       | 3       | 1       | 0       | 5            | 0            | 2            | 3            | 9      | 3      | 3      | 3      | 12 | 10 | 2  |
| Totale         | -     | 24      | 14      | 8       | 2       | 25           | 6            | 7            | 12           | 49     | 20     | 15     | 14     | 77 | 46 | 31 |